# Autoprotetto S37
Fiat-SPA S37 ( нім. Gepanzerte Manntransportwagen S 37 (italien), gep.M.Trsp.Wg. S37 250(i)) - бронетранспортер виробництва компанії Società Piemontese Automobili (SPA), прийнятий на озброєння Королівською армією під час Другої світової війни. Єдиний, відновлений і існуючий варіант, що зараз залишився, в даний час є частиною приватної колекції Темеролі в Республіці Сан-Марино.

## Історія виробництва та характеристики
Успіх використання розвідувальних машин Sahariana на завершальному етапі битв у Північній Африці дозволив продовжити роботи з повнопривідним шасі в ширшому напрямку. Наступною моделлю став бронетранспортер S37. Робота над БТР розпочалася ще у 1941 році, проте тоді пріоритетнішим вважалося налагодження виробництва танків та бронеавтомобілів. Поступово італійське командування дійшло висновку, що підвезення амуніції та артилерійських розрахунків краще покласти на спеціалізовані бронемашини, що мають протипульну зашиту та гарні тягові характеристики. Розглянувши кілька варіантів, генштаб схвалив пропозицію компанії FIAT, фахівці якої розробили проект бронетранспортера на базі шасі FIAT AS37. Ходова частина цієї машини зберігала колісну формулу 4х4 і мала всі керовані колеса з пневматичними шинами розміром 11,25х24 дм. Підвіска коліс передньої осі була незалежною, на спіральних пружинах, задні колеса оснащувалися підвіскою на листових ресорах. Бронетранспортер оснащювався 4-циліндровим карбюраторним двигуном FIAT 18TL робочим об'ємом 4053 см.куб., та системою рідинного охолодження. Двигун розвивав максимальну потужність 67-70 л. Трансмісія включала карданний вал, 4-ступінчасту коробку передач та механічні гальма. Штатне озброєння було відсутнє, але було можливим встановлення  8-мм кулемета Breda 38 і радіостанції RF.3M. Враховуючи досвід бойового застосування бронетехніки у 1940-1941 роках, інженерами компанії FIAT було розроблено корпус, всі бронелисти якого встановлювалися під раціональними кутами нахилу. Очевидно, деякий вплив на проєкт склали німецькі бронемашини Sd.Kfz.221/222. При товщині бронювання від 6 до 8,5 мм бронетранспортер надійно захищався лише від вогню легкої стрілецької зброї та піхотних кулеметів. Усередині транспортно-десантного відділення можна було перевозити 8 екіпірованих солдатів або до 1000 кг корисного навантаження.

## Історія використання
Після успішних випробувань прототипу S37, проведених на початку 1942 року, з компанією FIAT було підписано контракт на постачання серійної продукції. До кінця року було випущено 150 машин, більшість із яких встигла потрапити на Африканський фронт. Зокрема, бронетранспортери експлуатувалися у складі наступних бойових частин: 
- 31° Reggimento carri (31-й танковий полк)
- 955° Sezione autoprotetti (955-а рота самозахисту)
- 1034° Sezione autoprotetti (1034-а автомобільна рота, входила до складу Divisione «Macerata»)
- 259 ° Autoreparto autoprotetti () LXXI ° Battaglione motociclisti (71-й мотоциклетний батальйон, входив до складу 6 ° Reggimento bersaglieri)

У вересні 1943 року, після підписання перемир'я з Союзниками, уцілівші бронетранспортери S37 були захоплені німцями і згодом розділені між Вермахтом та армією Італійської соціальної республіки. Декілька машин потрапили до складу 7.SS-Freiwilligen-Gebirgs-Division «Prinz Eugen». У Вермахті вони позначалися як Gepanzerte Manntransportwagen S 37 (italien) або gep.M.Trsp.Wg. S37 250(i). Служба бронетранспортерів тривала аж до травня 1945 переважно на території Північної Італії та Югославії, де в останній рік війни активізувалися дії партизанів.